# Dolmen de la Cigalière
Le dolmen de la Cigalière, appelé aussi dolmen de Belsabé, est un dolmen situé à Cesseras, dans le département français de l'Hérault.

## Protection
L'édifice est classé au titre des monuments historiques par arrêté du 10 décembre 1981.

## Description
Le dolmen est du type dolmen à couloir large. Il mesure 8,70 m de long. Il est recouvert d'une imposante table de couverture en position très inclinée.
Lors de sa fouille, une perle en ambre y a été découverte.